# Język busuu
Język busuu, także awa, furu – zagrożony wymarciem język używany w 1986 roku przez 8 osób. Zróżnicowanie dialektalne języka busuu nie zostało poznane. Istnieje tylko w postaci mówionej.
Portal do nauki języków busuu.com wziął nazwę właśnie od tego języka.